# Luciano Cremonese
Luciano Cremonese (Rovarè, 1º agosto 1926 – Venezia, 26 luglio 1963) è stato un ciclista su strada italiano.

## Carriera
Corse da professionista dal 1948 al 1952 ottenendo alcune vittorie in corse minori del panorama ciclistico italiano. Dotato di ottime qualità concluse al terzo posto il Giro del Lazio 1948, vincendo la tappa conclusiva di Roma, e nel 1949 fu quinto nella classifica finale del Giro dei Tre Mari.
Nel 1950 ebbe la migliore stagione, vinse due corse ed ottenne buoni piazzamenti in alcune classiche italiani, fu quinto al Giro del Veneto e sesto al Giro dell'Emilia; l'anno successivo prese parte al suo primo ed unico Giro d'Italia, che concluse, e fu ancora piazzato nei primi dieci al Giro del Veneto; concluse la carriera nel 1952 a soli 26 anni.

## Palmares
- 1948 (Cimatti, due vittorie)

Giro del Piave (dilettante)
Classifica generale Giro delle Dolomiti
5ª tappa Giro del Lazio (Latina > Roma)
- 1949 (Bottecchia/Cimatti, una vittoria)

7ª tappa Giro dei Tre Mari (Salerno > Sorrento)
- 1950 (Bottecchia, due vittorie)

4ª tappa, 1ª semitappa Giro delle Dolomiti (Auronzo di Cadore > Pieve di Soligo)
2ª tappa Giro di Puglia e Lucania (Bari > Brindisi)
- 1951 (Willer, una vittoria)

? tappa Giro dei due Mari (? > Sanremo)

### Altri successi
- 1951 (Willer Triestina)

Coppa Girotto
Circuito Istrana

## Piazzamenti

### Grandi giri
- Giro d'Italia

1951:  70º

### Classiche monumento
- Giro di Lombardia

1950: 69º
1951: 58º